# Médullaire rénale
La médullaire rénale (latin renes medulla = rein moyen) est la partie la plus interne du rein. Elle contient les structures des néphrons responsables du maintien de l'équilibre sanguin en sel et en eau. Ces structures comprennent les vasa rectae (à la fois spuria et vera), les venulae rectae, le plexus capillaire médullaire, l'anse de Henle et le tube collecteur. La médullaire rénale est hypertonique par rapport au filtrat du néphron et facilite la réabsorption de l'eau. 
La médullaire rénale est divisée en plusieurs sections, appelées les pyramides rénales. Le sang pénètre dans le rein par l’artère rénale, qui se sépare pour former les artères interlobaires. Les artères interlobaires se ramifient en artères arquées, qui à leur tour se ramifient pour former des artères interlobulaires et celles-ci atteignent finalement les glomérules. Au niveau du glomérule, le sang atteint un gradient de pression très défavorable et une grande surface d’échange, ce qui force la partie sérique du sang à sortir du vaisseau et à pénétrer dans les tubules rénaux. L'écoulement se poursuit à travers les tubules rénaux, y compris le tube proximal, l'anse de Henle, à travers le tube distal et quitte finalement le rein par le canal collecteur menant au bassinet rénal, la partie dilatée de l'uretère. 
Le sang est filtré dans le glomérule par la taille du soluté. Des ions tels que le sodium, le chlorure, le potassium et le calcium sont facilement filtrés, tout comme le glucose. Les protéines ne traversent pas le filtre glomérulaire en raison de leur taille importante et n'apparaissent pas dans le filtrat ni dans l'urine sauf si un processus pathologique a affecté la capsule glomérulaire ou les tubes contournés proximaux et distaux du néphron. 
Bien que la moelle rénale ne reçoive qu'un faible pourcentage du flux sanguin rénal, l'extraction de l'oxygène y est très élevée, entraînant une faible tension en oxygène et, plus important encore, une sensibilité critique à l'hypotension, à l'hypoxie et au flux sanguin. La médullaire rénale extrait l'oxygène dans un rapport d'environ 80%, ce qui la rend extrêmement sensible aux petites modifications du débit sanguin rénal. Les mécanismes de nombreuses lésions rénales péri-opératoires reposent sur la perturbation du débit sanguin normal (et donc de l'apport en oxygène) dans la médullaire rénale. 

## Images additionnelles

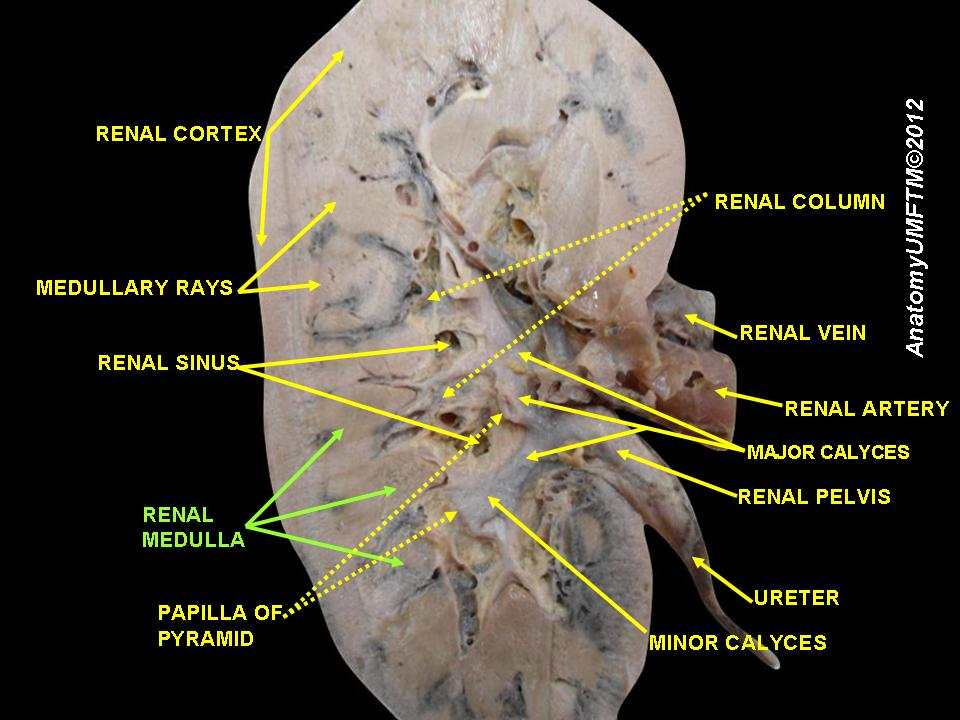
Coupe longitudinale de rein vue gauche
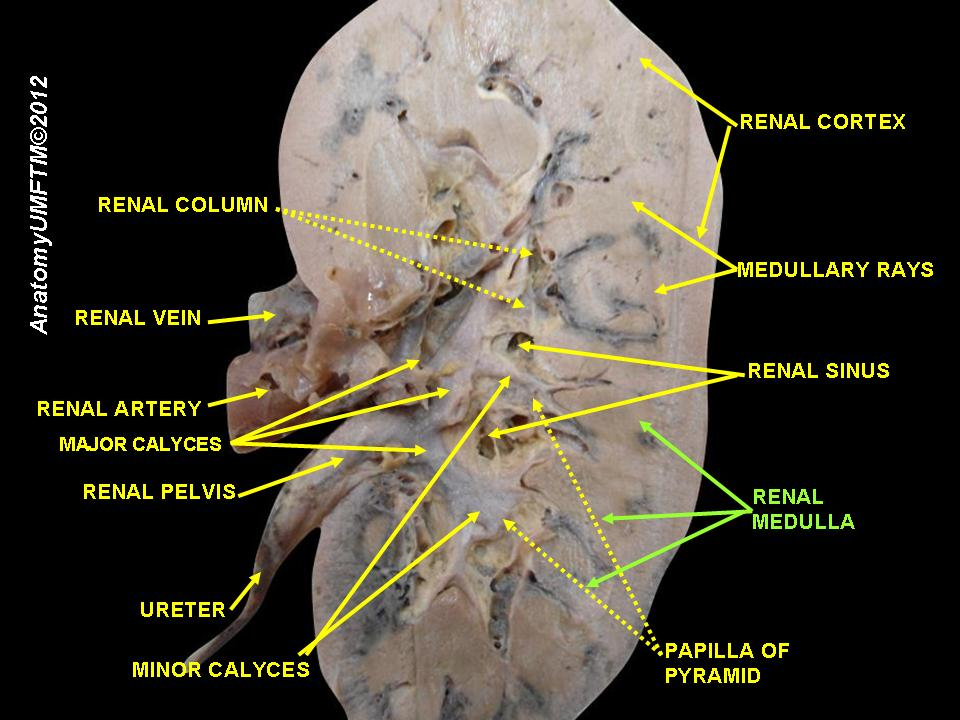
Coupe longitudinale de rein vue droite

## Voir également
- Médullipine
- Kokko et Rector Model, une théorie pour expliquer comment un gradient est généré dans la médullaire interne.